# 莫旦
莫旦（1429年—？），字景周，號鱸鄉，蘇州府吳江縣人。明朝文人。

## 生平
莫震之子，成化元年（1465）舉應天鄉試，授浙江新昌縣儒學訓導，後遷南京國子監學正，成化二十一年（1485年）以母喪乞歸，年八十餘卒於鄉，實際卒年不詳。

## 著作
莫旦的著作有《鱸鄉集》、《大明一統賦》，以及編修地方志《吳江志》、《新昌志》，《吳江志》修於弘治年間，是吳江現存最早刊刻的縣志，前後經五次修改，歷時三十餘年方完成，地方志堪稱是莫旦畢生學問志業所在。